# Nodaviridae
Nodaviridae es una familia de virus que infectan animales. Contienen un genoma ARN monocatenario positivo y por lo tanto se incluyen en el Grupo IV de la Clasificación de Baltimore. Actualmente hay nueve especies en esta familia, divididas en 2 géneros. Las enfermedades asociadas con esta familia incluyen: encefalopatía viral y retinopatía en peces.
El nombre de la familia se deriva del pueblo japonés Nodamura de la prefectura de Iwate, donde se aisló por primera vez el virus Nodamura de los mosquitos Culex tritaeniorhynchus.

## Descripción
Los virus de esta familia tienen cápsides con geometrías icosaédricas y simetría T= 3. El diámetro es de 29 a 35 nm. La cápside está compuesta por 32 capsómeros. No poseen envoltura vírica.
El genoma es lineal y de ARN monocatenario positivo con segmentación bipartita (compuesto de dos segmentos, ARN1 y ARN2). El ARN contiene una secuencia de 4500 nucleótidos con una tapa metilada 5 'terminal y una terminal 3' no poliadenilada.
El ARN1, que tiene ~ 3,1 kilobases de longitud, codifica una proteína que tiene múltiples dominios funcionales: un dominio de direccionamiento mitocondrial, un dominio transmembrana, un dominio de ARN polimerasa dependiente de ARN (RdRp), un dominio de auto-interacción y un dominio de protección de ARN. Además, el ARN1 codifica un ARN3 subgenómico que codifica la proteína B2, un inhibidor del silenciamiento del ARN. El ARN2 codifica la proteína α, un precursor de la proteína de la cápside viral, que se auto-escinde en dos proteínas maduras, una proteína β de 38 kDa y una proteína γ de 5 kDa, en un sitio Asn / Ala conservado durante el ensamblaje del virus.
La replicación viral se produce en el citoplasma. La entrada en la célula huésped se logra mediante la penetración en la célula huésped. La replicación sigue el modelo de replicación de los virus de ARN de cadena positiva. La transcripción de los virus de ARN de cadena positiva, se realiza utilizando el modelo de iniciación interno de la transcripción de ARN subgenómico que es el método de transcripción. Los animales sirven como hospedadores naturales. Las rutas de transmisión son el contacto y la contaminación.

## Taxonomía
Incluye los siguientes géneros:
- Alphanodavirus
- Betanodavirus